# Psychotria cephalophora
Psychotria cephalophora är en måreväxtart som beskrevs av Elmer Drew Merrill. Psychotria cephalophora ingår i släktet Psychotria och familjen måreväxter. Inga underarter finns listade i Catalogue of Life.